# Мануил Панселин
Ману́ил Пансе́лин (греч. Μανουήλ Πανσέληνος; конец XIII — начало XIV веков) — византийский живописец, иконописец Палеологовского периода.

## Биография
Мануил считается одним из ведущих иконописцев македонской школы. 
Основная часть информации об этой школе была зафиксирована в книге «Руководство Живописца», написанной в конце XVIII века монахом-живописцем Дионисием Фурноаграфиотом.
Сведения о жизни Мануила крайне скудны. Позднейшие источники сообщают, что «он, как лучезарное солнце, воссиял в Солуни и, блистая лучами живописного искусства, как некое солнце и светозарная луна, превзошел и затмил всех древних и новых живописцев». В его работах отмечают совершенство иконописной техники, красоту пропорций и передачу характеров изображённых фигур. После его смерти афонские монахи разыскивали работы Мануила и подражали им, считая созданные им произведения образцом недосягаемого совершенства.
Он стал известен по росписи XIII-XIV веков:
- 1310 год — Успенский собор Протата[5] в Карее (Афон).[6]
- 1313 год — афонский монастырь Ватопед.[7]
- Также, по мнению Дионисия Форнаса, Мануил Панселин выполнил фрески в главных церквях монастырей Пантократор и Великая Лавра, а также иконы и другие изображения в монастырях горы Афон.[3]
- Кроме того, современные исследователи приписывают Мануилу Панселину авторство росписи Базилики Святого Димитрия в Салониках. Такой вывод сделан в результате сравнения техники живописи с собором Протата — исследование выявило поразительное сходство.[8]

## Наиболее выделяемые работы
- Господь Вседержитель 
Одна из самых величественных и значительных фресок Иисуса Христа своего времени[9]
- Иоанн Креститель 
Эта работа стала ключевым образом Македонской школы. Она повлияла практически на все последующие иконы, изображающие святого[9]
- Христос Анапесон (Дремлющий), в России распространено название Недреманное око 
По мнению историков, это первое известное воспроизведение этого сюжета в Македонской школе. Феофан Критский позже повторил и развил этот сюжет[9]
- Слева — святой Меркурий,
справа — Артемий Антиохийский 
Он держит меч, лук и щит. Голова святого увенчана скифским шлемом, который отражает место жизни святого. Короткая борода святого показывает его молодость, а богатая одежда — его высокую должность.[9] Символами святого стали шлем, щит и меч
Лицо Артемия имеет явное сходство с ликом Христа. В своей «Ерминии» (XVIII век) Дионисий Фурноаграфиот прямо указывает на это сходство:[10]
«Артемий, видом подобен Христу».
- Димитрий Солунский
Поворот головы и написание волос Дмитрия стали образцом для подражания в иконописи. Также Мануил Панселин изобразил копьё, стоящее наклонно в правой руке и стрелы — в левой, что стало классическим вариантом изображения святого[9]
- Введение во храм Пресвятой Богородицы 
 Исследователи выделяют живость, реализм и эмоциональность фрески. Обращают на себя внимание второстепенные персонажи — женщины, которые находятся в центре картины. Это, по мнению исследователей, самое смелое решение композиции иконы на несколько веков вперёд[9]
- Фотина Самаряныня
Отмечается женское изящество святой, которое контрастирует со строгими формами святых, отшельников и монахов, изображённых Мануилом Панселином при росписи Протата.[9]На Афоне существует фреска, наследующая основные черты этой
- Великомученик Евстафий
Изображена властность, строгость и самообладание генерала. В правой руке святого копьё, которое вместе с доспехами указывает на принадлежность к военной профессии[9]
- Иоанн Богослов
Евангелист на острове Патмос диктует своему собственному ученику Прохору текст Книги Откровения. Отличительными признаками являются то, что Прохор сидит напротив Евангелиста и пишет на коленях, а также фоновый пейзаж зеленых холмов острова[9]Эта фреска стала отдельным иконописным сюжетом, который позже занял своё место в иконописи